# Кулаев, Игорь Степанович
Игорь Степанович Кулаев (26 марта 1930, Москва — 30 октября 2013, Москва) — советский и российский учёный-биохимик, член-корреспондент Российской академии наук.

## Биография
В 1953 г. окончил биологический факультет Московского государственного университета им. М. В. Ломоносова по кафедре биохимии растений, а затем и аспирантуру этой кафедры.
1963 г. доцент кафедры биохимии растений МГУ, затем — профессор этой кафедры (с 1972 г. — кафедра молекулярной биологии). С июня 1969 г. одновременно руководитель лаборатории регуляции биохимических процессов, а затем возглавил отдел биохимии микроорганизмов в Институте биохимии и физиологии микроорганизмов им. Г. К. Скрябина РАН.
С 2007 г. — главный научный сотрудник ИБФМ им. Г. К. Скрябина РАН.
В 1969 г. защитил докторскую диссертацию. В 1970 году ему присвоено звание профессора, в декабре 1987 г. был избран членом-корреспондентом АН СССР по специальности «биохимия».
Являлся заслуженным профессором МГУ. Под его руководством подготовлено 97 кандидатов и 19 докторов биологических наук.
В 2007 г. ученому была присуждена премия им. А. Н. Белозерского РАН 2007 г. за цикл работ «Биохимические и молекулярно-биологические аспекты метаболизма неорганических полифосфатов у микроорганизмов».
Похоронен в Москве на Даниловском кладбище.

## Научная деятельность
Являлся основателе научной школы биохимии микроорганизмов. Известный специалист по биохимии полифосфатов, создал принципиально новый бактериолитический препарат лизоамидазу, организовал его клиническое испытание и производство.
Автор более 500 научных работ, включая 4 монографии, автор 10 патентов (в том числе международных). Монография ученого «Биохимия неорганических полифосфатов» (1975) была издана в 1979 г. в Англии. Проблемы биохимии полифосфатов были обобщены в монографии И. С. Кулаева и его учеников: «Высокомолекулярные неорганические полифосфаты: биохимия, клеточная биология, биотехнология», изданной в 2005 году.